# Cantó de Dijon-7
El cantó de Dijon-7 és un cantó francès del departament de Costa d'Or, situat al districte de Dijon. Té 7 municipis i part del de Dijon.

## Municipis
- Dijon (part)

## Història
| Data d'elecció                           | Identitat        | Partit           | Qualitat |
| ---------------------------------------- | ---------------- | ---------------- | -------- |
| 1973-1994                                | Maurice Lombard  | UDR, després RPR |          |
| 1994-2008                                | Bernard Depierre | RPR, després UMP |          |
| 2008-                                    | Alain Millot     | PS               |          |
| les dades anteriors no són pas conegudes |                  |                  |          |
|                                          |                  |                  |          |